# Етуаль дю Конго
Етуаль дю Конго (фр. Étoile du Congo) — професіональний конголезький футбольний клуб з міста Браззавіль.

## Історія
Клуб було засновано в 1926 році католицькими місіонерами у Бельгійському Конго. Церква забезпечувала формою та взуттям, а команда мала представляти місцевих жителів. Команда, яка в той час була відома під назвою «Ренесанс», у період з 1945 по 1950 рік була незмінним переможцем чемпіонату міста Браззавіль, а її капітаному був Домінік Сомбо. Свої поєдинки команда проводила на стадіоні «Ебуе», який належав католицькій місії.
Гравці, які були колонізаторами, не фінансували команду. Місія проводила збір коштів біля футбольних воріт, і не була в змозі компенсувати витрати на медичне забезпечення та переїзди команди. У 1951 році гравці вирішили написати листа на ім'я Директора Соціальних Служб з проханням залишити місію і перевести її на фінансування культурного центру. Після цього листа колоніальна адміністрація дещо пом'якшила свою політику, щоб уникнути соціального бунту, який був популярним у той час. «Ренесанс» знову перемогла в міському чемпіонаті та здобула незалежність від ДСС. З нагоди здобуття незалежності команда змінила свою назву на л'Етуаль, на честь легендарної футбольної команди Браззавіля 1930-их років. Назву ж «Ренесанс» було дано резервній команді клубу, яка складалася з молодих гравців.

## Досягнення
- Прем'єр-ліга (Конго)
  -  Чемпіон (12): 1968, 1978, 1979, 1980, 1985, 1987, 1989, 1993, 1994, 2000, 2001, 2006
  -  Срібний призер (5): 1982/83, 1984, 1991, 1998, 2002
  -  Бронзовий призер (1): 1988

- Кубок Республіки Конго
  -  Володар (5): 1983, 1995, 2000, 2002, 2006
  -  Фіналіст (3): 1993, 1996, 2001

## Статистика виступів на континентальних турнірах
| Сезон | Турнір                       | Раунд      | Клуб                  | Вдома | На виїзді | Загалом        |
| ----- | ---------------------------- | ---------- | --------------------- | ----- | --------- | -------------- |
| 1968  | Кубок африканських чемпіонів | Попередній | Міті Блекпул          | т.п.1 | т.п.1     | т.п.1          |
| 1968  | Кубок африканських чемпіонів | 1          | Орікс (Дуала)         | 1-2   | 3-4       | 4-6            |
| 1979  | Кубок африканських чемпіонів | 1          | 105 Лібревіль         | 2-0   | 1-1       | 3-1            |
| 1979  | Кубок африканських чемпіонів | 2          | УС Горі               | 2-3   | 0-1       | 2-4            |
| 1980  | Кубок африканських чемпіонів | 1          | Олімпік Реал          | 3-1   | 1-0       | 4-1            |
| 1980  | Кубок африканських чемпіонів | 2          | Гафія                 | 1-0   | 0-1       | 1-1 (3-1 пен.) |
| 1980  | Кубок африканських чемпіонів | 1/4 фіналу | Бендел Іншуренс       | 3-2   | 0-1       | 3-3 (в.г.)     |
| 1982  | Кубок африканських чемпіонів | 1          | Реал (Бамако)         | 1-1   | 0-1       | 1-2            |
| 1988  | Кубок африканських чемпіонів | Попередній | Соні Ела Нгуема       | 4-0   | 1-0       | 5-0            |
| 1988  | Кубок африканських чемпіонів | 1          | АС Інтер Стар         | 0-0   | 0-2       | 0-2            |
| 1990  | Кубок африканських чемпіонів | 1          | АС Согара             | 1-0   | 2-0       | 3-0            |
| 1990  | Кубок африканських чемпіонів | 2          | ЖС Кабілія            | 2-2   | 0-2       | 2-4            |
| 1992  | Кубок КАФ                    | 1          | Депортіво (Монгомо)   | 5-0   | 0-1       | 5-1            |
| 1992  | Кубок КАФ                    | 2          | СК Гагноа             | 0-1   | 0-2       | 0-3            |
| 1993  | Кубок африканських чемпіонів | 1          | АС Согара             | 0-0   | 0-2       | 0-2            |
| 1995  | Кубок африканських чемпіонів | 1          | Айжиль Нконгсамба     | 3-2   | 0-1       | 3-3 (в.г.)     |
| 1996  | Кубок володарів кубків КАФ   | 1          | Спортлайт             | 2-3   | 2-1       | 4-4 (в.г.)     |
| 2000  | Кубок володарів кубків КАФ   | 1          | Плето Юнайтед         | 1-0   | 2-3       | 3-3 (в.г.)     |
| 2000  | Кубок володарів кубків КАФ   | 2          | Клуб Африкен          | 2-0   | 2-4       | 4-4 (в.г.)     |
| 2000  | Кубок володарів кубків КАФ   | 1/4 фіналу | Канон (Яунде)         | 0-3   | 2-2       | 2-5            |
| 2001  | Ліга чемпіонів КАФ           | 1          | Гартс оф Оук          | 5-1   | 1-3       | 6-4            |
| 2001  | Ліга чемпіонів КАФ           | 2          | Петру Атлетіку        | 2-2   | 1-4       | 3-7            |
| 2002  | Ліга чемпіонів КАФ           | 1          | Котонспорт Гаруа      | 1-1   | 1-0       | 2-1            |
| 2002  | Ліга чемпіонів КАФ           | 2          | Раджа (Касабланка)    | 3-2   | 0-3       | 3-5            |
| 2003  | Кубок володарів кубків КАФ   | 1          | Петру Атлетіку        | 1-0   | 1-1       | 2-1            |
| 2003  | Кубок володарів кубків КАФ   | 2          | АПР                   | 1-2   | 0-3       | 1-5            |
| 2007  | Ліга чемпіонів КАФ           | Попередній | Канон (Яунде)         | 2-0   | 0-1       | 2-1            |
| 2007  | Ліга чемпіонів КАФ           | 1          | Сент-Джордж           | 2-0   | 0-1       | 2-1            |
| 2007  | Ліга чемпіонів КАФ           | 2          | Аль-Іттіхад (Триполі) | 3-1   | 0-2       | 3-3 (в.г.)     |
| 2007  | Кубок конфедерації КАФ       | 3          | Лес Астр              | 2-1   | 0-2       | 2-3            |
| 2015  | Кубок конфедерації КАФ       | Попередній | МК Етаншейт           | 1-2   | 1-1       | 2-3            |
| 2016  | Ліга чемпіонів КАФ           | Попередній | Мангаспорт            | 3-0   | 0-0       | 3-0            |
| 2016  | Ліга чемпіонів КАФ           | 1          | ЕС Сетіф              | 1-1   | 2-4       | 3-5            |

1- Міті Блекпул залишив турнір.

## Відомі гравці
- Руді Бебей-Ндей
- Франшель Ібара
- Патрік Лоло
- Фабріс Н'Гуессі
- Рок Ембінгу
- Жуст Дайленс Андре Ікіас
- Жан-Мішель Мбоно
- Жан-Жак Ндомба

## Відомі тренери
- Ніколас Бурчя (2006—2007)